# Ravensbrück

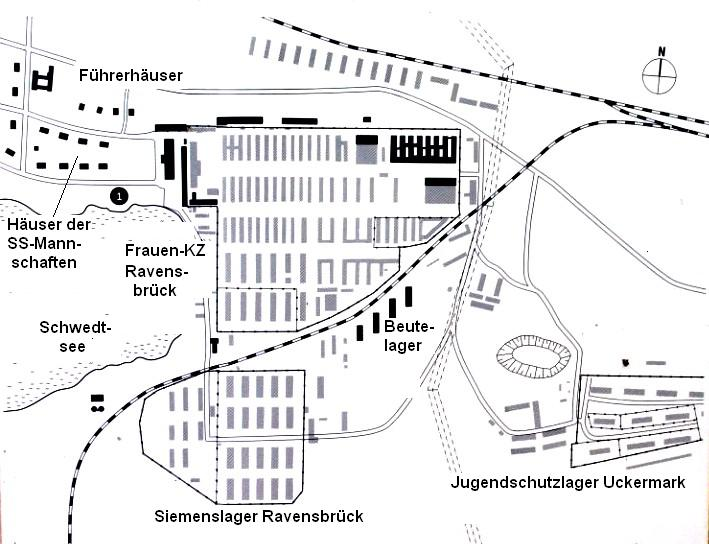
Plattegrond met het kampcomplex

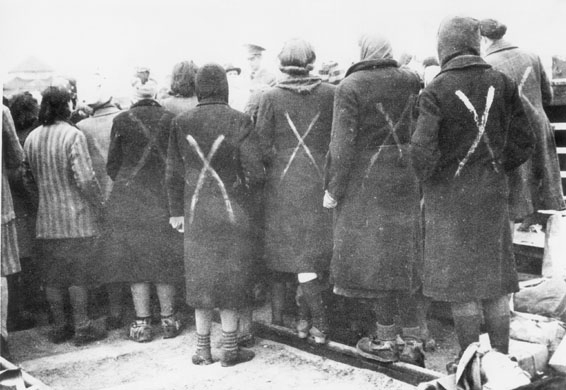
Vrouwen in Ravensbrück in afwachting voor transport door het Rode Kruis aan het einde van de oorlog.

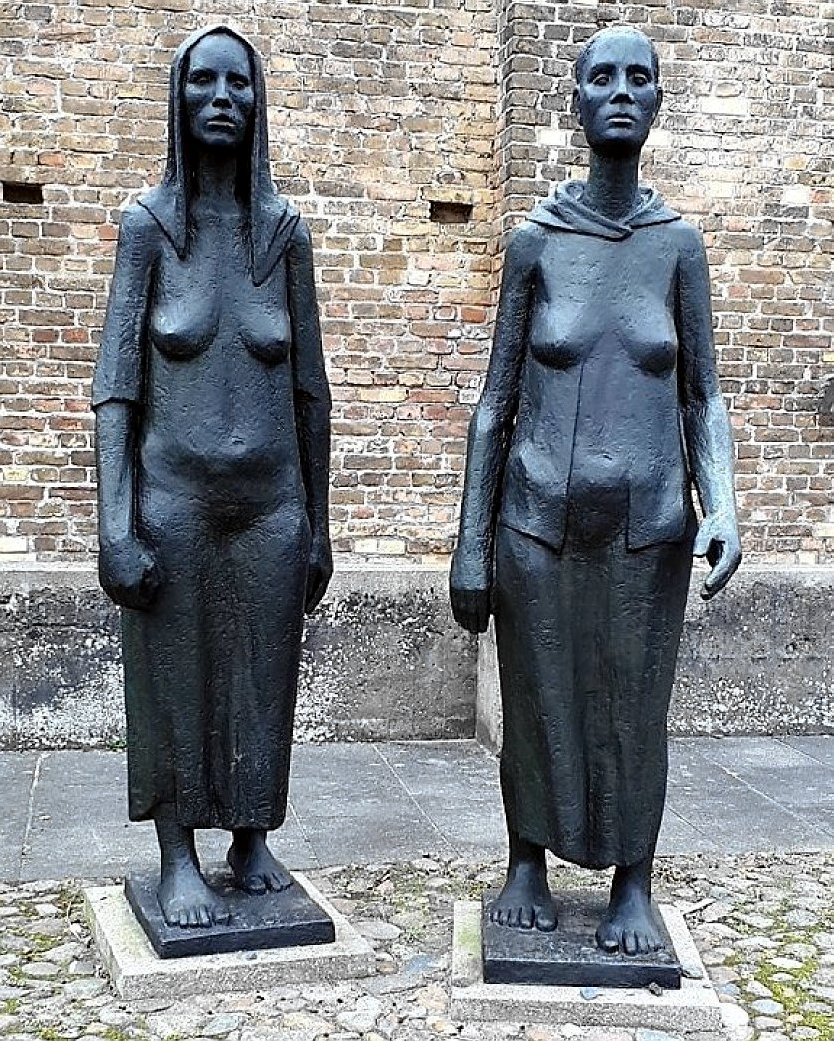
Monument in Ravensbrück van Will Lammert

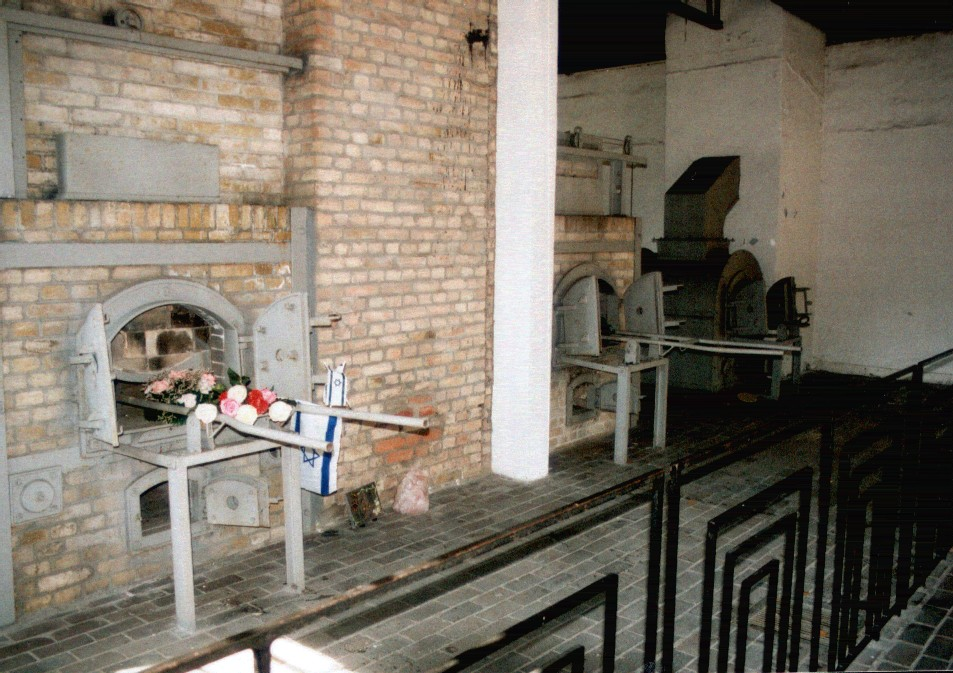
Verbrandingsoven in Ravensbrück

Ravensbrück was ten tijde van de Tweede Wereldoorlog een concentratiekamp voor vrouwen, in de buurt van Fürstenberg/Havel, vijfentachtig kilometer ten noorden van Berlijn. Op de officiële Duitse lijst van concentratiekampen heeft Ravensbrück nummer 1202.
Tussen 1939 en 1945 werden 132.000 vrouwen en kinderen, 20.000 mannen en 1000 vrouwelijke tieners als gevangene geregistreerd. De gevangenen, onder wie Roma, Sinti, politieke gevangenen, verzetsstrijders en Joden, kwamen uit veertig landen. Er werden negenhonderd Nederlandse vrouwen gevangen gehouden, onder wie vijfenzeventig met een Joodse achtergrond. De vrouwen werden ingezet als dwangarbeider.
Tussen de 20.000 en 30.000 gevangenen zijn daarbij omgekomen. Andere bronnen spreken van 90.000 tot 92.000 slachtoffers. Zij kwamen om door executies, honger of ziekte of als gevolg van medische experimenten.

## Bouw
Ravensbrück werd in de herfst van 1938 gebouwd door gedetineerden uit het concentratiekamp Sachsenhausen. Bij aanvang bestond het kamp uit veertien barakken voor gevangenen, twee barakken voor zieken, een barak voor de keuken en sanitaire voorzieningen en een extra strenge gevangenis met tachtig cellen. Daarmee was het kamp 'geschikt' voor drieduizend gevangenen. Rond het kamp stond een vier meter hoge stenen muur, afgezet met prikkeldraad dat onder hoogspanning stond. De gevangenen bouwden ook ruime villa's voor de bewakers vlak bij het kamp. Op 15 mei 1939 kwamen de eerste duizend vrouwen uit concentratiekamp Lichtenburg in het kamp aan.

### Uitbreidingen
De bevolking van het kamp groeide snel, Ravensbrück werd dan ook vier keer uitgebreid. Deze uitbreidingen werden gebouwd door de vrouwelijke gevangenen. Aan het einde van 1941 telde Ravensbrück 12.000 gevangenen, in 1942 15.000 en in 1943 42.000. In 1941 werd het kamp uitgebreid met afdelingen voor mannen, in 1942 met een afdeling voor heropvoeding van tienermeisjes, het jeugdkamp Uckermark. Uckermark lag achter het industrieterrein, ruim een kilometer buiten het hoofdkamp.

## Dwangarbeid
Siemens vestigde twintig fabrieken rond Ravensbrück en had negen eigen barakken met gevangenen die dwangarbeid verrichtten. De gevangenen moesten iedere dag om vier uur opstaan om vervolgens twaalf uur lang te werken. Alleen op zondag waren zij vrij van deze arbeid. De gevangenen maakten ook uniformen en schoeisel voor de SS, werkten in de landbouw, de wapenindustrie of aan de uitbreiding en onderhoud van het kamp. Vrouwen die te zwak waren om te werken, werden om het leven gebracht of gebruikt voor medische experimenten.

## Executies
Om het leven brengen deden de nazi's ter plaatse met de kogel of een dodelijke injectie, door ophanging, vergassing in de gaskamers van Uckermark of ze voerden de vrouwen af om vergast te worden in Majdanek of Auschwitz. In het kader van de moordactie "14 f 13" werden vooral Joodse vrouwen vermoord. In oktober 1942 liet de commandant van Ravensbrück zijn meerderen weten dat het “kamp eindelijk vrij is van Joden”. In 1944 werden gaskamers gebouwd om de overbevolking van het kamp het hoofd te bieden. De totale populatie was op dat moment 80.000. In de gaskamers liet de SS circa zesduizend vrouwen vergassen.
Vanaf 1944 arriveerden er steeds meer politieke gevangenen en verzetsstrijders. Hun aantal nam sterk toe na de aanslag op Hitler op 20 juli 1944. Personen waarvan de nazi's vermoedden dat ze iets te maken hadden met de aanslag, werden in Ravensbrück gevangengezet in een speciaal gevangenenblok en waren het slachtoffer van wrede martelingen.

## Leefomstandigheden
Overlevenden getuigden na de oorlog over de ontberingen en de extreem wrede behandeling in Ravensbrück. Verreweg de meeste bewakers waren vrouwelijke SS'ers die in het kamp zelf werden opgeleid. Ravensbrück telde 3500 van deze vrouwelijke bewakers, die zich veelal aanmeldden omdat ze werkloos en slecht opgeleid waren. Mishandeling was aan de orde van de dag. De gevangenen stonden uren in de kou, kregen zweepslagen of moesten een zware stenen wals rondduwen tot ze erbij neervielen. Ze moesten slapen in barakken die gebouwd waren voor 250 mensen, maar vaak waren er wel 1500 tot 2000 mensen ondergebracht, waardoor ze met drie of vier in een bed of op de grond moesten slapen. Er was ook een strafcellencomplex dat 'de bunker' werd genoemd, waar gevangenen die gestraft werden, werden opgesloten onder zeer wrede omstandigheden.

### Kinderen
Er zaten honderden kinderen in Ravensbrück. Veel vrouwen kwamen met kinderen in het kamp aan. In het begin werden de kinderen direct na hun aankomst of direct na hun geboorte gedood. In de latere jaren werden ze niet meer direct gedood, maar door gebrek aan voedsel en de vele ziekten in het kamp overleefden de meeste kinderen het niet. Kinderen die niet direct stierven, moesten net als hun moeders dwangarbeid verrichten. De in Ravensbrück geboren baby's werden van hun moeder gescheiden en verdronken of achtergelaten in een lege kamer waar ze door uitdroging stierven.
Er zijn veel getuigenissen van overlevenden die vertellen dat kinderen levend in de ovens werden gegooid, levend werden begraven, vergiftigd, gewurgd of verdronken. Kinderen werden ook gebruikt voor medische experimenten. De SS deinsde er niet voor terug kinderen en baby's te vergassen. Zo werden in maart 1945 nog honderddertig baby's en zwangere vrouwen vergast.

## Sluiting
Wegens het oprukken van het Rode Leger besloot de SS eind maart 1945 de archieven van het kamp te verplaatsen of te vernietigen. Begin april 1945 arriveerden het Zweedse en Deense Rode Kruis. Tussen 5 en 8 april konden driehonderd Franse vrouwen en alle Scandinavische vrouwen het kamp verlaten. Folke Bernadotte, de vicepresident van het Zweedse Rode Kruis, onderhandelde met Heinrich Himmler en wist uiteindelijk circa 7500 gevangenen over te brengen naar Zwitserland, Denemarken en Zweden, waaronder 200 Nederlandse vrouwen. Meer dan twintigduizend gevangenen bleven achter.

### Dodenmars
Op 27 en 28 april 1945 voerde de SS alle mannen en vrouwen die nog in staat waren te lopen in noordwestelijke richting tijdens de beruchte dodenmarsen. In het kamp bleven drieduizend zieke en verzwakte vrouwen en driehonderd mannen achter. Toen de dodenmars het Rode Leger naderde, wist een aantal gevangenen te ontsnappen, terwijl de SS'ers andere gevangenen doodschoten. Langs de route lagen duizenden lijken.

### Bevrijding
Op 30 april 1945 werd het kamp door het Sovjetleger bevrijd. Op dezelfde dag vonden en bevrijdden de Russen de overlevenden van de dodenmars. Na de bevrijding was voor velen het leed nog niet geleden; in de weken daarna stierven nog talloze zieken; anderen leden de rest van hun leven onder de gevolgen van hun verblijf in dit kamp.

## Bekende gevangenen
Een bekende Nederlandse die in Ravensbrück heeft vastgezeten was Helena Kuipers-Rietberg, medeoprichtster van de Landelijke Organisatie voor Hulp aan Onderduikers (LO). Andere bekende gevangenen waren de evangeliste Corrie ten Boom, haar zus Betsie, de stewardess Trix Terwindt, Eltien Krijthe, Mies Boissevain-van Lennep, Tineke Wibaut-Guilonard en de Tilburgse verzetsstrijder Coba Pulskens. De tekenares en verzetsstrijder Aat Breur-Hibma heeft in het kamp aangrijpende tekeningen gemaakt, die door haar dochter Dunya Breur gepubliceerd zijn in Een verborgen herinnering (1983). De dichteres Sonja Prins verwerkte haar kampervaringen onder meer in de roman De groene jas (1949) en in de dichtbundel Brood en rozen (1953). Ook latere dichtbundels, zoals Op een kale winderige vlakte, gaan over haar kamptijd. Selma Velleman, verzetsvrouw en een van de weinige Joodse Nederlanders die de Tweede Wereldoorlog overleefden, schreef over haar ervaringen in haar autobiografie Mijn naam is Selma (2020). De Vlaamse Jeanne Dormaels overleed in het kamp. De Praagse journaliste Milena Jesenská schreef haar laatste brieven vanuit dit kamp. Medegevangene Margarete Buber-Neumann schreef een biografie over Jesenská.

## Huidige situatie
De Russen vernietigden een groot deel van het kamp. Er zijn dan ook op het kampterrein niet veel overblijfselen meer te zien. Administratie- en woongebouwen van de bewakers e.d. waren in de DDR-periode,  van 1949 tot 1990, als kazerne in gebruik bij de  Sovjet-Russische bezettingsmacht.  Na 1993 werden de gebouwen gedeeltelijk gerestaureerd en als museum, studie- en herdenkingscentrum in gebruik genomen.

## Monument
In Nederland staat op het Museumplein in Amsterdam sinds 1975 het monument Vrouwen van Ravensbrück. In België is in Sint-Lambrechts-Woluwe (Georges Henripark) het Monument Ravensbrück te vinden, gebouwd in 2000.

## Trivia
In 1944 werkte Elfriede Huth, die tot in 2006 uit handen van justitie wist te blijven, als bewaakster van het concentratiekamp.